# Emund I de Suède
Emund Ier Ringsson de Suède co-roi de Suède vers 950.
Fils et successeur du roi Hring. Il est seulement mentionné  par Adam de Brême. 